# Pustověty
Pustověty (německy Wüsterried) jsou obec v okrese Rakovník ve Středočeském kraji. Leží v údolí Rakovnického potoka zhruba osm kilometrů jihovýchodně od Rakovníka. Žije zde 123 obyvatel. Obcí prochází železniční trať 174 Beroun - Rakovník (zastávka Pustověty).

## Název
Název je nejspíše odvozen od staročeského slovesa větovati, „mluvit“ (srv. slova věta, odvětit, obětovat, závěť) a znamenal tedy „ves pustovětů“, lidí pustě, rozpustile mluvících.

## Historie
První písemná zmínka o obci pochází z roku 1391.
Osady Pustověty a Nový Dům se roku 1950 oddělily z tehdejší obce Ryšín jako nové obce.

## Obyvatelstvo
| Rok            | 1869 | 1880 | 1890 | 1900 | 1910 | 1921 | 1930 | 1950 | 1961 | 1970 | 1980 | 1991 | 2001 | 2011 | 2021 |
| -------------- | ---- | ---- | ---- | ---- | ---- | ---- | ---- | ---- | ---- | ---- | ---- | ---- | ---- | ---- | ---- |
| Počet obyvatel | 272  | 294  | 262  | 271  | 304  | 276  | 273  | 221  | 238  | 246  | 187  | 158  | 146  | 149  | 123  |
| Počet domů     | 35   | 44   | 37   | 38   | 45   | 45   | 50   | 54   | 59   | 59   | 56   | 62   | 62   | 66   | 67   |

## Obecní správa

### Územněsprávní začlenění
Dějiny územněsprávního začleňování zahrnují období od roku 1850 do současnosti. V chronologickém přehledu je uvedena územně administrativní příslušnost obce v roce, kdy ke změně došlo:
- 1850 země česká, kraj Praha, politický okres Rakovník, soudní okres Křivoklát, obec Ryšín[8]
- 1855 země česká, kraj Praha, soudní okres Křivoklát, obec Ryšín
- 1868 země česká, politický okres Rakovník, soudní okres Křivoklát, obec Ryšín
- 1939 země česká, Oberlandrat Kladno, politický okres Rakovník, soudní okres Křivoklát, obec Ryšín[9]
- 1942 země česká, Oberlandrat Praha, politický okres Rakovník, soudní okres Křivoklát, obec Ryšín[10]
- 1945 země česká, správní okres Rakovník, soudní okres Křivoklát, obec Ryšín[11]
- 1949 Pražský kraj, okres Rakovník, obec Ryšín[12]
- 1950 Pražský kraj, okres Rakovník[13]
- 1960 Středočeský kraj, okres Rakovník
- 2003 Středočeský kraj, obec s rozšířenou působností Rakovník

## Doprava
Dopravní síť
- Pozemní komunikace – Do obce vede silnice III. třídy.
- Železnice – Obec Pustověty leží na železniční trati 174 Beroun - Rakovník. Je to jednokolejná celostátní trať, doprava na ní byla zahájena roku 1878.

Veřejná doprava 2011
- Autobusová doprava – Obec byla bez autobusové dopravní obsluhy.
- Železniční doprava – V železniční zastávce Pustověty zastavovalo v pracovních dnech 12 párů osobních vlaků, o víkendech 10 párů osobních vlaků.

## Pamětihodnosti
- Pomník padlým v první světové válce, z roku 1931
- Pustovětský mlýn – č.p. 7

## Fotografie

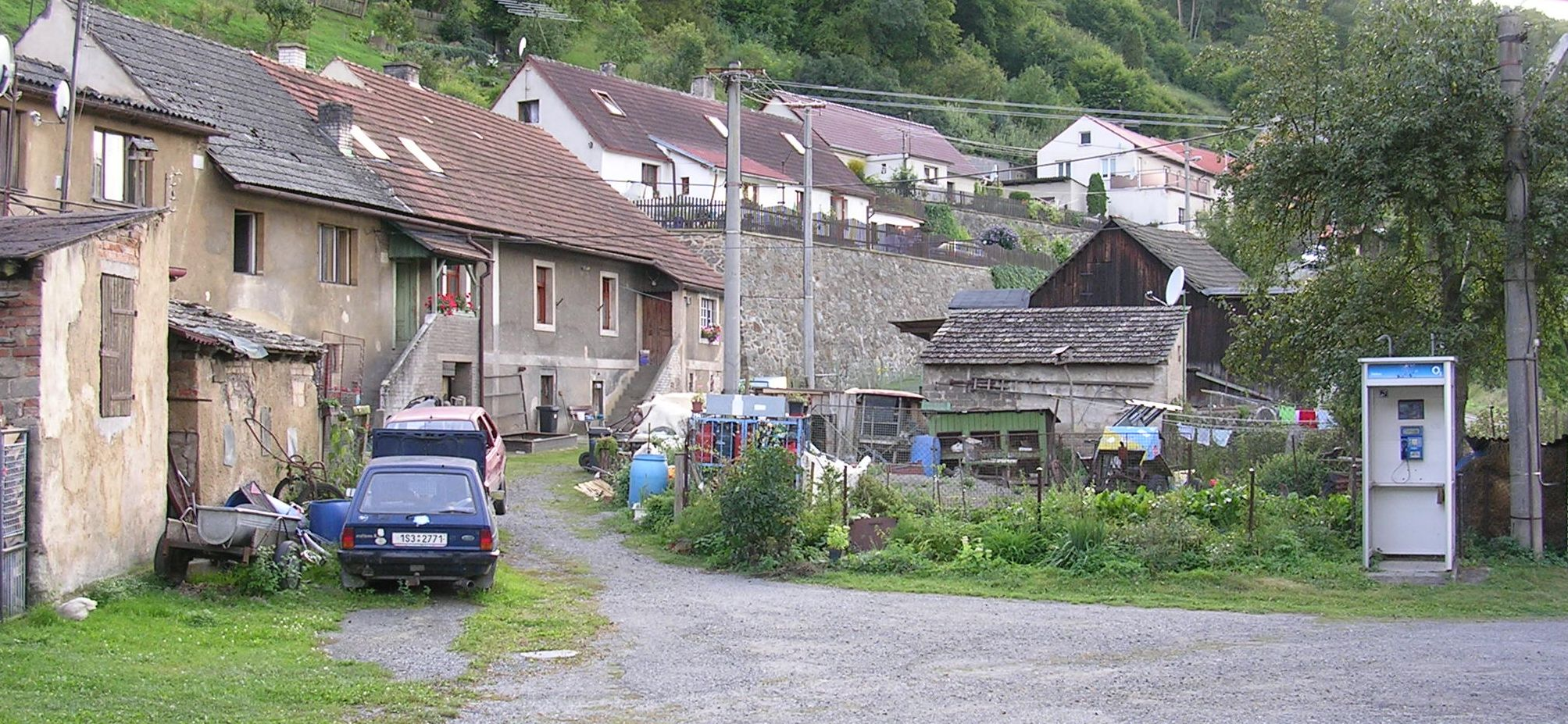
U návsi
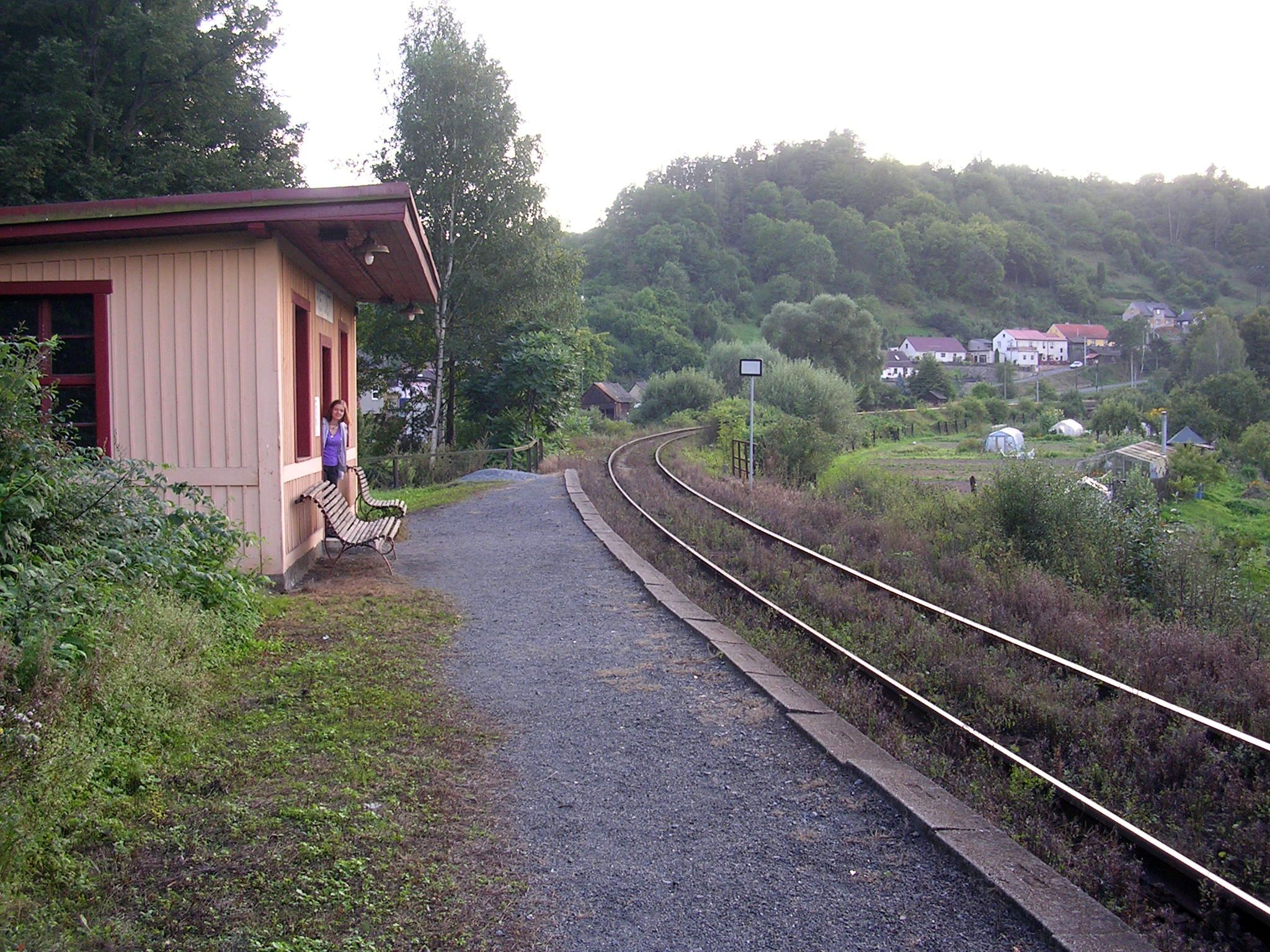
Železniční zastávka
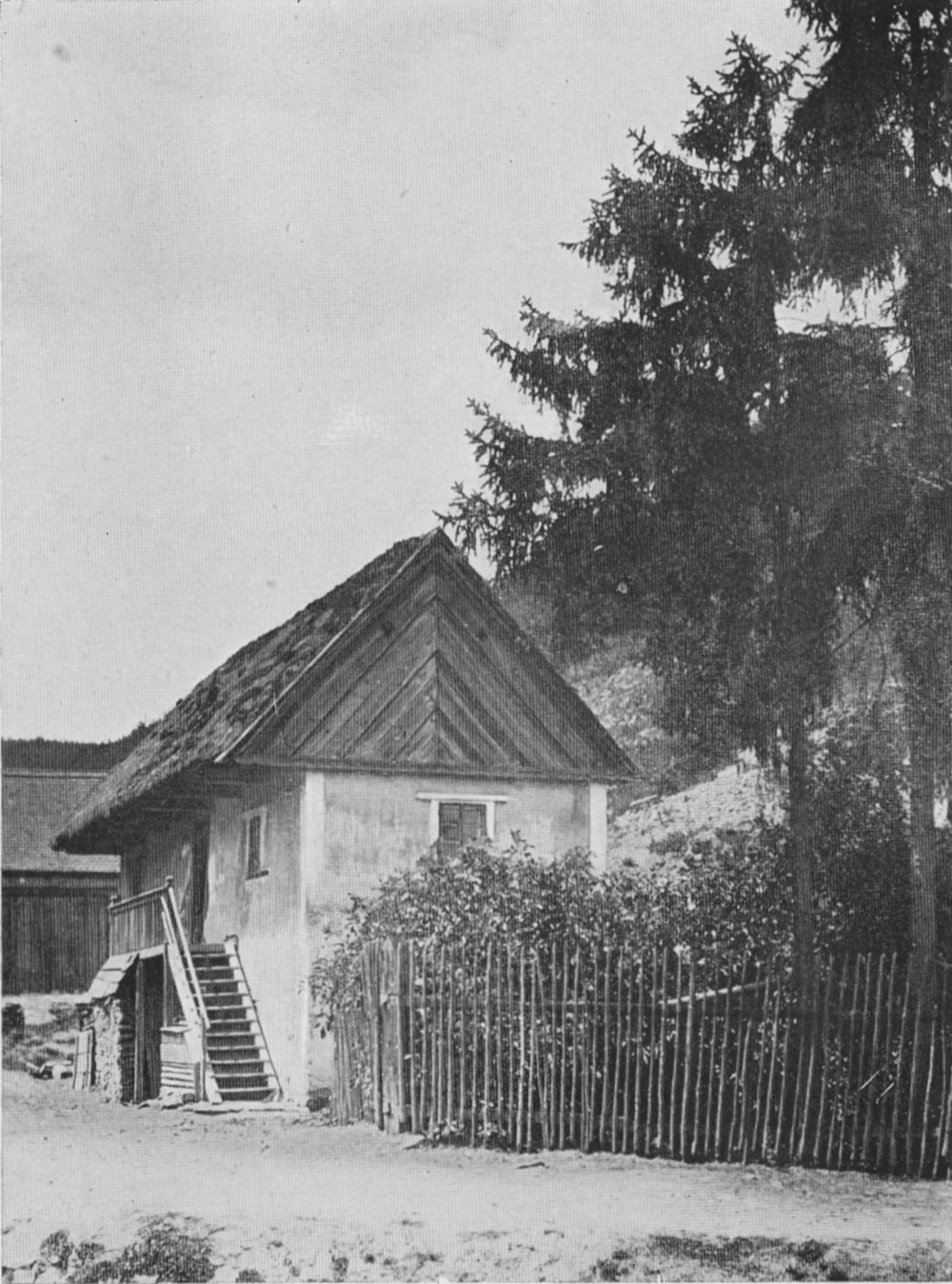
Chalupa v Pustovětech, foto: Bohumil Vavroušek, 1920
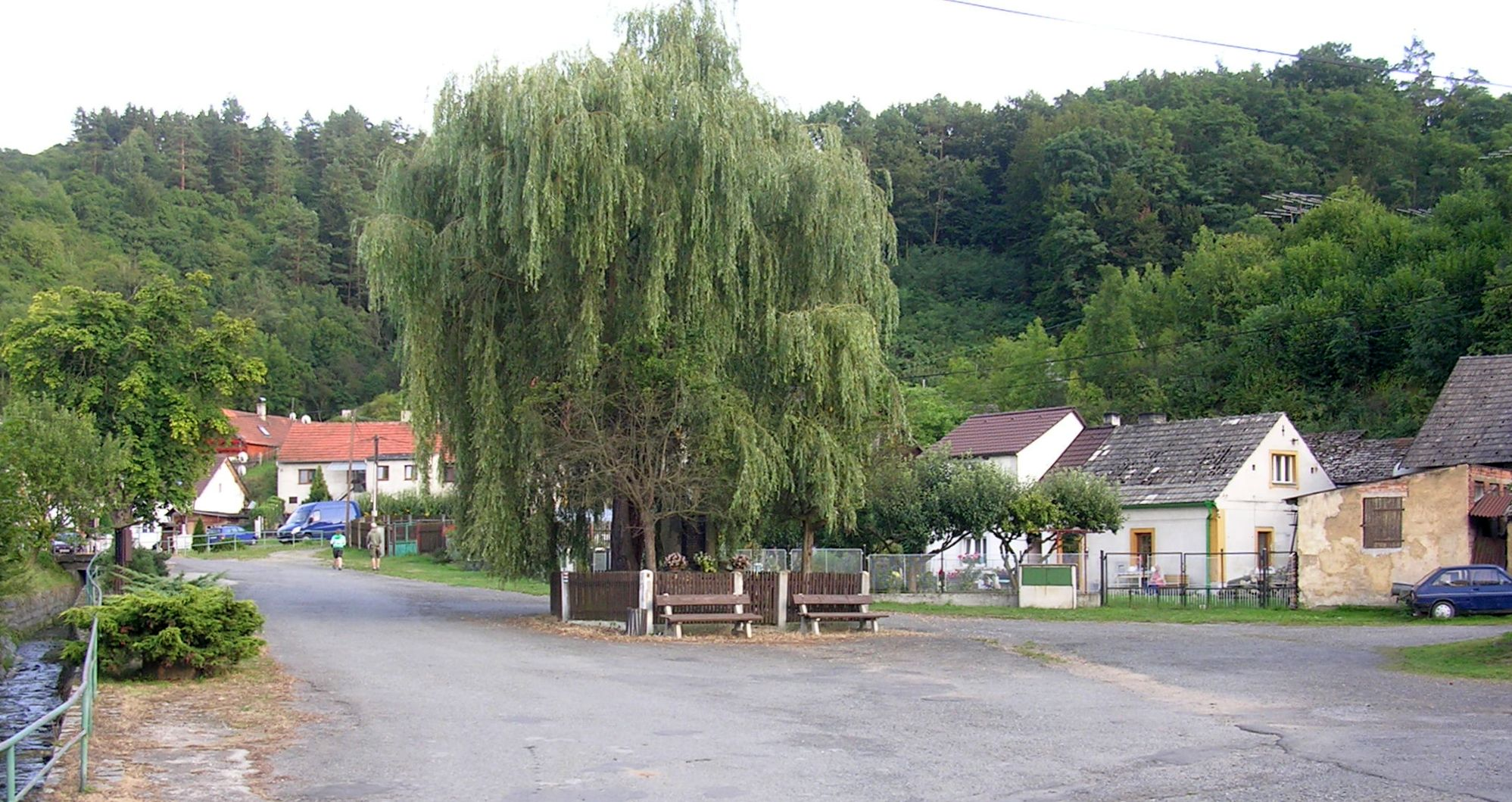
Náves s pomníkem padlým vojínům